# Keto Dżaparidze
Ketewan (Keto) Dżaparidze, gruz. ქეთევან ჯაფარიძე, ros. Кето Константиновна Джапаридзе, ur. 1901, zm. 1968) – radziecka piosenkarka, Zasłużona Artystka Gruzińskiej SRR.
Swój debiut miała w 1935 w Tbilisi, od następnego roku występowała w ramach Leningradzkiej Estrady Państwowej, następnie od 1942 w ramach WGKO, a od 1950 do 1957 - w ramach Filharmonii Gruzińskiej.  
Była jedną z najpopularniejszych piosenkarek radzieckiej estrady; wykonywała gruzińskie, rosyjskie i cygańskie romanse, liryczne pieśni radzieckich kompozytorów. 
W 1939 zdobyła pierwszą nagrodę na Wszechrosyjskim Konkursie Artystów Estrady